# Aflorimentul Răspopeni
Aflorimentul Răspopeni este un monument al naturii de tip geologic sau paleontologic în raionul Șoldănești, Republica Moldova. Este amplasat la 1 km sud de satul Răspopeni, pe drumul spre satul Ignăței (ocolul silvic Olișcani, parcela 115 L, K, V2, I). Are o suprafață de 15 ha, sau 16,4 ha conform unor măsurări mai recente. Obiectul este administrat de Primăria satului Răspopeni.

## Istorie
Amplasamentul fosilifer Răspopeni a fost descoperit în 1947 în depozitele argilo-nisipoase de origine fluvio-lacustră de geologul și paleontologul rus A. G. Eberzin de la Institutul Paleontologic din Moscova⁠(d). În literatura de specialitate, amplasamentul a fost menționat pentru prima dată de profesorul din Odesa Ivan Iakovlevici Iațko în 1949. Cercetătorii Institutului Paleontologic din Moscova au întreprins săpături în anii 1950 și 1956, iar în 1957 același lucru l-au făcut și specialiști de la Muzeul de Stat de Istorie și Etnografie din Chișinău, actualmente Muzeul Național de Etnografie și Istorie Naturală.

## Descoperiri paleontologice
Au fost descoperite resturi scheletice ale diferitor mamifere, atribuite subetajului Chersonian (sarmațianul superior), printre care dinoteriul Deinotherium cf. giganteum, mastodontul Choerolophodon pentelici, hiparionul Hipparion giganteum, rinocerul-fără-coarne Chilotherium kowalevski, mistrețul Microstonyx major, girafa Achtiaria moldavica. ș.a. Cele mai numeroase oseminte aparțin rinocerului. La Muzeul Național de Etnografie și Istorie Naturală din Chișinău sunt depozitate cca 15 cranii și foarte multe oase postcraniale ale rinocerului.

## Statut de protecție
Obiectivul a fost luat sub protecția statului prin Hotărîrea Sovietului de Miniștri al RSSM din 13 martie 1962 nr. 111, iar statutul de protecție a fost reconfirmat prin Hotărîrea Sovietului de Miniștri al RSSM din 8 ianuarie 1975 nr. 5 și Legea nr. 1538 din 25 februarie 1998 privind fondul ariilor naturale protejate de stat. Deținătorul funciar al monumentului natural era, la momentul publicării Legii din 1998, Întreprinderea Agricolă „Răspopeni”, dar între timp acesta a trecut la balanța Primăriei satului Răspopeni.
Prin studierea materialelor aflorimentului fosilifer de la Răspopeni pot fi trase unele concluzii referitor la fauna chersoniană a mamiferelor mari în zona de nord a Moldovei. Materialele sunt utilizate în corelări biostratigrafice și reconstituiri paleogeografice și au valoare instructivă și cognitivă.